# Novyj Buh
Novyj Buh (ukrajinsky Новий Буг) je město v Baštanském rajónu v Mykolajivské oblasti na jihu Ukrajiny.

## Poloha a administrativní uspořádání
Město leží při řece Balka kuca, která je přítokem řeky Ungul. Území spravované městskou radou zahrnuje kromě města pět připojených vesnic:
- Dobra Volja (Добра Воля)
- Stepove (Степове)
- Zahalna Korysť (Загальна Користь)
- Novosillja (Новосілля)
- Petrivka (Петрівка).

Do území města částečně spadá chráněná oblast Pryinhulského regionálního krajinářského parku

## Historie
První zmínka o zimní osadě záporožského kozáka Jaroslava Kucyho pochází ze zimy roku 1780, po něm osada dostala jméno Kucai Balka. Koncem 18. století začaly v okolí osady zakládat zemědělské usedlosti uprchlíci z Černihivské oblasti, z Kurské gubernie, Poltavské oblasti a z Moldavska. Bylo jich tolik, že se osadníci spojili a podle jména jednoho z nich osadu nazvali Semjonovka. Do roku 1795 byla obec Semjonovka součástí Jekatěrinoslavského místodržitelství Ruské říše.
V roce 1795 se obec stala součástí provincie Voznesenskaya, v roce 1796 byla převedena do provincie Novorossijsk.
Od roku 1802 byla vesnice Semjonovka součástí provincie Cherson.
Již na počátku 19. století se však v blízkosti obce usadil bohatý rolník Pavel Triska z obce Petrovka, okres Alexandrie, provincie Cherson a s ním 119 rolníků z provincie Poltava. Tak byla do roku 1810 nová osada sloučena se Semjonovkou a dostala nový název - Novopavlovka, pojmenovaná po Trisky.
Osada byla do roku 1810 známa pod názvem Semenivka (Семенівка), po roce 1810 jako Novopavlivka (Новопавлівка) a své současné jméno sídlo získalo v roce 1832. V letech 1941-1943 byla ves obsazena wehrmachtem.
V roce 1961 se stal Novyj Buh městem a do svého zániku 18. července 2020 sloužil jako správní centrum Novobužského rajónu.

## Obyvatelstvo
Žije zde přibližně 14 tisíc obyvatel. Počet obyvatel ve městě postupně klesá: v roce 2022 zde žilo 14 782 obyvatel, v roce 2020 mělo město 15 106 obyvatel, v roce 2011 15 686 obyvatel a v roce 2001 zde ještě žilo 16 250 obyvatel.

## Pamětihodnosti
- Dva bronzové pomníky:
  - socha V. I. Lenina
  - dvojice soch vojenského pilota a vojáka pozemního vojska, dvou hrdinů na památníku (hrobě) hrdinů Velké vlastenecké války

## Osobnosti
- Spiridon Feodosjevič Čerkasenko (1876–1940), ukrajinský spisovatel, dramatik a učitel
- Stěpan Kryžanovskij (1911–2002), ukrajinský básník, překladatel, literární vědec a folklorista